# 華南師範大学附属中学南海実験高級中学
華南師範大学附属中学南海実験高級中学（かなんしはんだいがくふぞくちゅうがくなんかいじっけんこうきゅうちゅうがく、簡体字:华南师范大学附属中学南海实验高级中学、英語:Nanhai Experimental High School, the Affiliated High School of South China Normal University、フランス語：Lycée Expérimental de Nanhai, École secondaire affiliée à l'Université Normale de Chine du Sud）は、中国広東省仏山市南海区にある高級中学校。華師附中南海実験高中、南海華附などと略される。

## 面積
- 占有面積 8.667ヘクタール
- 建築面積 6.5ヘクタール

## 歴史
- 2002年9月に華南師範大学附属中学の南海分校として設立。
- 2003年中仏高級中学（中仏クラス）（中国語：中法高中/中法班）で開班[2]。
- 2013年2月25日予科部（英国クラス（中国語：英国班）と濠州班（中国語: 澳洲班））で開班[3]。
- 2014年9月23日国際航空学予科クラス（中国語：航空班）で開班[4]。
- 2015年欧米名門大学特色クラス（中国語：欧美名校特色班）で開班[5]。
- 2016年4月29日ＡＰと中米高中双卒業証書課程クラス（中国語：AP+中美高中双文凭课程班）で開班[6]。
- 2017年中韓クラス（中国語：中韩班）で開班。

## 歴代執行正校長
- 黄啓林（こう　けいりん、ホワン・チーリン）:2002年9月-2003年7月
- 張朝勝（ちょう　ちょうしょう、ヂャン・チャオシェン）:2003年9月-2011年7月
- 李衛東（り　えいとう、リ・ウェイドン）:2011年7月30日-2016年7月
- 梁建偉（りょう　けんい、リャン・ヂェンウェイ）：2016年7月-現在

## 自治組織
学生自治会（中国語: 学生会）
学生代表大会
学生寮自主管理委員会（中国語: 学生宿舍自主管理委员会）
教師代表大会

## 非公式校歌
「那些年，我們一起吃的外賣」（あの頃、外売を食べました）